# Campo Hidrotermal Castelo de Loki

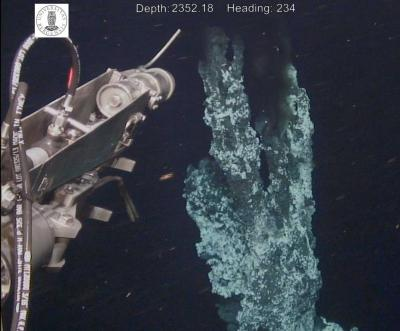
Topo da chaminé de uma fumarola negra com aproximadamente 12 metros de altura no campo hidrotermal Castelo de Loki, em meados de julho de 2008. À esquerda na foto observa-se o braço do veículo submarino operado remotamente aproximando-se da chaminé para coletar amostras do fluido emitido pela fumarola.

Castelo de Loki é um campo formado por cinco fontes hidrotermais ativas no Oceano Atlântico, localizado na latitude de 73º N sobre a Cordilheira Mesoatlântica, entre a Groenlândia e a Noruega a uma profundidade de 2.352 metros. As fontes foram descobertas em meados de julho de 2008 e são as fumarolas negras mais setentrionais conhecidas até o momento. Esse campo hidrotermal é de interesse geológico porque está localizado em uma região relativamente estável da crosta terrestre, onde as forças tectônicas são reduzidas e, consequentemente, há poucas fontes hidrotermais.

## Descoberta
As fontes hidrotermais foram descobertas em 2008 por uma expedição científica envolvendo 25 pesquisadores de diversos países, sendo liderada pela Universidade de Bergen, Noruega. O campo hidrotermal Castelo de Loki foi encontrado a mais de 120 milhas náuticas (222 km) ao norte da fonte hidrotermal mais setentrional conhecida até então, que havia sido descoberta em 2005. Segundo seus descobridores, o campo hidrotermal recebeu o nome Castelo de Loki porque seu formato assemelha-se com um castelo dos contos de fadas. É uma referência ao antigo deus nórdico do fogo, da trapaça e da travessura: Loki. De acordo com os pesquisadores que descobriram as fumarolas, este é “um nome apropriado para um campo que foi tão difícil de encontrar”. As expedições científicas foram lideradas pelo geólogo Rolf Pedersen, do Instituto de Geobiologia da Universidade de Bergen, a bordo do navio de pesquisa G.O. Sars (lançado ao mar em maio de 2003 e cujo nome é uma homenagem ao biólogo marinho norueguês Georg Ossian Sars). As fontes hidrotermais foram localizadas com a ajuda de um veículo submarino operado remotamente.

## Atividade hidrotermal
As cinco fumarolas negras ativas do campo hidrotermal Castelo de Loki liberam fluidos cujas temperaturas chegam a 300 °C. Elas estão sobre um grande depósito de minerais de sulfeto cujas dimensões aproximadas são 250 metros de diâmetro (na base) e 90 metros de altura. Um dos membros da expedição que descobriu o campo hidrotermal em 2008, o oceanógrafo Marvin Lilley, especulou na época que a nova descoberta poderia ser o maior depósito deste tipo encontrado até então no leito oceânico. As chaminés das fumarolas ativas são de cor predominantemente negra, mas estão cobertas por tapetes de bactérias brancas que alimentam-se de minerais e materiais emitidos pelas fumarolas. As chaminés mais antigas apresentam manchas avermelhadas devido à presença de minerais que contém óxidos de ferro.

## Comunidades biológicas
Observações preliminares demonstraram que as águas aquecidas ao redor das fumarolas do campo hidrotermal Castelo de Loki estão repletas de vida, apresentando grande diversidade de microrganismos e fauna aparentemente endêmica, isto é, diferente das comunidades de fontes hidrotermais encontradas em outras localidades. Um exemplo dessa diversidade é o filo de arquea Lokiarchaeota, cuja origem do nome científico deriva do Castelo de Loki.